# Битва за Западные острова
Битва за Западные острова  — серия конфликтов в 1585 и 1586 годах на островах Джура, Айлей, Малл и Тайри в Шотландии, а также на полуострове Кинтайр на материке. Однако, хотя исторические источники описывают, что это произошло на «Западных островах» , которые сейчас известны как Внешние Гебриды, все вышеупомянутые места на самом деле находятся на Внутренних Гебридских островах. Битва велась между кланом Макдональд из Слита и кланом Макдональд из Даннивега против клана Маклейн. В 1585 году Маклейны убили группу Макдональдов из Слита, когда их ошибочно обвинили в краже скота, и Макдональды из Слита и Даннивега приняли ответные меры. Шотландский король Яков VI Стюарт вмешался, но конфликты продолжались до 1586 года. После дальнейшего вмешательства был принят парламентский акт, который предусматривал наложение штрафов на глав кланов, которые не поддерживали мир и порядок среди своих вассалов.

## Конфликт на Джуре
Летом 1585 года Дональд Горм Мор из Слита, вождь клана Макдональдов из Слита, вместе с большим количеством последователей покинул остров Скай, чтобы нанести визит Ангусу Макдональду из Айлея, главе клана Макдональдов из Даннивега. Однако из-за сильного шторма он был вынужден искать убежища на севере острова Джура, часть которого принадлежала Лахлану Мору Маклейну, вождю клана Маклейн, сидевшему в замке Дуарт на острове Малл. Другая группа, в которую входил Хью, сын Арчибальда Клерка и потомок Макдональда Дональда Херраха, также была отброшена той же бурей в Джуру. Эти двое мужчин собрали большое количество скота, принадлежащего Маклинам, жившим недалеко от места, где высадился Дональд Горм Мор, и увезли его на своих галерах. Их целью было доставить Дональду Горму Мору неприятности. Они знали, что Маклины поверят, что кражу совершил Дональд Горм Мор, и надеялись, что Маклины нападут на него и казнят. Люди, чей скот был украден, отправились прямо к Лахлану Мор Маклейну, чтобы подать жалобу. Лахлан Мор Маклейн отплыл в Джуру с несколькими людьми и внезапно напал на Дональда Горма Мора, который понятия не имел, что произошло. В бою он убил шестьдесят Макдональдов, но остальным, включая Дональда Горма Мора, удалось сбежать. Наказание, которое нанес Лахлан Мор Маклейн, было чудовищным.
Затем Дональд Горм Мор направился на Скай, полный решимости отомстить Маклейнам. Он отправил гонцов к вождям различных ветвей клана Макдональд, призывая их помочь ему в нападении. Лахлан Мор Маклин, убивший несколько невинных людей, вызвал чувство негодования и мести среди всех Макдональдов, которые совершали грабежи на его землях в различных местах и угрожали вторжением на остров Малл. Они узнали, что скот на самом деле был украден двумя Макдональдами, но все ещё были настолько возмущены убийством членов своего клана, что не желали приходить к соглашению с Лахланом Мор Маклейном.

## Вмешательство короля

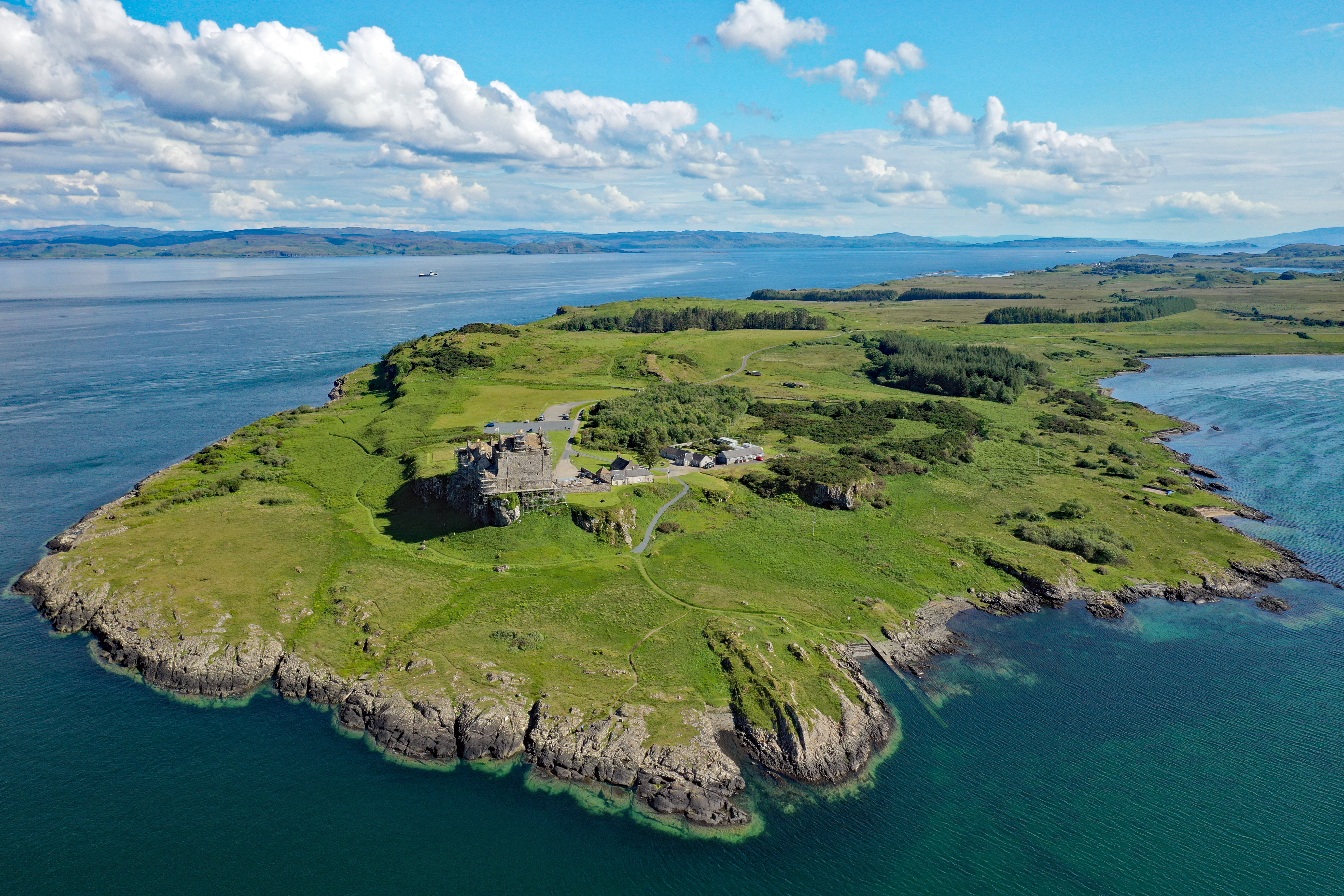
Замок Дуарт на острове Малл, резиденция вождя клана Маклейн с 14 века.

В сентябре 1585 года король Шотландии Яков VI Стюарт написал вождю клана Маклаудов, сидящему в замке Данвеган, с просьбой помочь Маклейнам против Макдональдов, а также одновременно призвал Макдональдов прекратить военные действия. Поэтому Макдональды решили урегулировать свои споры мирным путем.
Весной 1586 года Ангус Макдональд с острова Айлей отправился в Скай, чтобы проконсультироваться с Дональдом Гормом Мором по поводу соглашения с Лахланом Мор Маклейном. По возвращении он посетил замок Дуарт, чтобы попытаться прийти к мирному соглашению с Лахланом Мор Маклейном. На следующий день Маклейн схватил Ангуса и его сопровождающих и бросил их в тюрьму до тех пор, пока Ангус не согласился отказаться от своих притязаний на Риннов Айлея. Ангусу также пришлось отдать своего сына Джеймса и брата Ранальда в качестве заложников Лахлану до тех пор, пока он не получит обещанные земли. Жесткое обращение с Ангусом со стороны Маклейна означало, что он вернулся на Айлей как заклятый враг.

## Конфликт на островах Айлей, Малл, Тайри и на Кинтайре

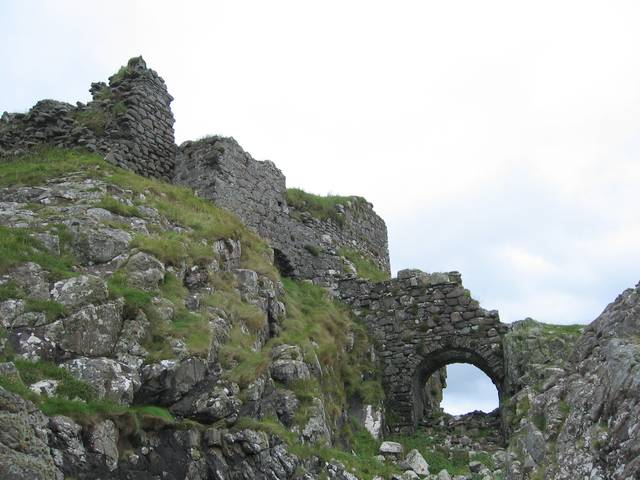
Руины замка Данскейт, исторической резиденции вождя клана Макдональдов из Слита, в приходе Слит, остров Скай.

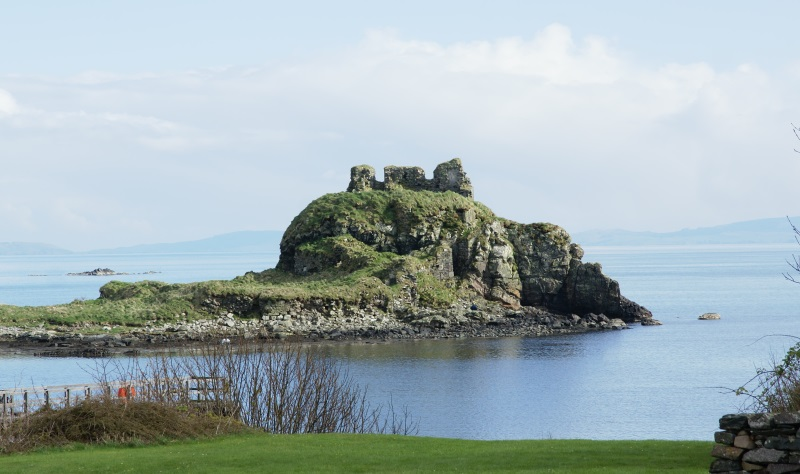
Руины замка Даннивег, исторической резиденции вождя клана Макдональдов из Даннивега, расположенные на острове Айлей.

В июле 1586 года Лахлан Мор Маклейн отправился на остров Айлей, чтобы овладеть Риннами, и поселился в форте Лохгорм. Он оставался там три дня и получил неоднократные приглашения от Ангуса Айлейского навестить его в Маллинтри. Маклейн уступил и пошел провести с ним ночь. Его сопровождали семьдесят последователей, а по другим данным — восемьдесят шесть. Маклейна приняли дружелюбно и развлекали на широкую ногу. Однако он отказался остаться на ночь с Ангусом и вместо этого пошел спать в одном из зданий, в которых проживали его последователи, и взял с собой Джеймса, сына Ангуса, который все ещё был заложником. В полночь Ангус Айлейский с 400 вооруженными последователями подошел к двери здания, где спал Лахлан Мор Маклейн, и попросил его встать и выпить с ним. Маклейн подошел к двери с заложником Джеймсом в одной руке и мечом в другой, но увидел, что ему невозможно сбежать. Ангус видел, что если произойдет драка, то его сына непременно убьют. Ангус торжественно пообещал, что, если они отдадут его сына и сдадутся в плен, их жизни будут сохранены. Маклейн согласился, как и все его люди, кроме двух. Этими двумя были Джон Дуб из Морверна и Макдональд Херрах, который был одним из тех, кто устроил резню Макдоанльдов за то, что они украли скот Маклейна. Эти двое мужчин отказались покинуть здание, поэтому Макдональды подожгли его и погибли в огне. Все заключенные были казнены, за исключением самого Лахлана Мора Маклейна.
В истории этих событий, опубликованной Александром Маклейном Синклером в 1899 году, он оспаривает версию, приведенную в книге « Конфликты кланов», опубликованной издательством Foulis в 1764 году, и в которой говорится, что Ангус казнил всех пленников за один день. Синклер утверждает, что это произошло в течение нескольких дней, и в качестве источника цитирует рукопись Ардгура.
Эти зверства привлекли внимание короля, который нанял вождей клана Кэмпбелл, управлявших Аргайлом во времена малолетства Арчибальда Кэмпбелла, 7-го графа Аргайла, в качестве посредника между соперничающими кланами. Ангус Макдональд согласился при условии, что он будет помилован за свои преступления, а также восемь заложников будут переданы ему в руки Маклейном, который, в свою очередь, был вынужден подписаться. После этого Макдональд перебрался в Ирландию, но пока его не было, Маклейн, не обращая внимания на заложников, вторгся на остров Айлей со своим кланом и опустошил его огнем и мечом. Когда Макдональд вернулся, он не стал наказывать заложников, но собрал большие силы и вторгся на острова Малл и Тайри, убивая всех жителей, попавшихся им в руки. Тем временем Маклейн разорил и разграбил Кинтайр.

## Последствия
Правительство сочло необходимым принять немедленные меры для подавления этих тревожных беспорядков. Король и Тайный совет Шотландии издали прокламацию, предписывающую передать заложников молодому графу Аргайлу или его опекунам и доставить их королю до окончательного разрешения спора между Макдональдами и Маклейнами. Этим двум племенам и их сторонникам было поручено сохранять спокойствие, воздерживаться от собирания оружия и нападений друг на друга . Король также написал графу Хантли, прося его не допустить, чтобы северные островитяне собирались с оружием в руках или совершали враждебные действия друг против друга, и что намерением Его Величества было предпринять «некоторые особые усилия» в делах Острова, как он недавно сделал в Скоттиш-Бордерс. Был также принят парламентский акт о поддержании хорошего порядка как на границах, так и в Хайленде и на островах, согласно которому все вожди кланов должны были предоставить крупные поручительства в соответствии с их богатством за мирное и упорядоченное поведение себя и своих вассалов. Согласно книге «Конфликты кланов», и Ангус Макдональд, и Лахлан Мор Маклейн были совершены в стенах Эдинбургского замка, где оставались лишь на короткое время, после чего были освобождены за небольшой штраф, и обоим было дано ремиссия. но их старшие сыновья должны были остаться в качестве залога их послушания.